# Cotonoui megállapodás
A cotonoui megállapodás az Európai Unió valamint afrikai, Karib-tengeri és Csendes-óceáni államok (AKCS-országok vagy ACP-országok) csoportja közt létrejött nemzetközi szerződés. 2000 júniusában írta alá Benin legnagyobb városában, Cotonouban 79 ACP ország és az Európai Unió akkori tizenöt tagállama. A megállapodás 2003-ban lépett hatályba, ez az ACP-EU Fejlesztési Együttműködés legfrissebb egyezménye.

## Céljai
A megállapodás célja a szegénység csökkentése és végső fokon megszüntetése, a fenntartható fejlődéshez való hozzájárulással és ACP-országok világgazdaságba történő fokozatos integrációjával. Az átdolgozott cotonoui megállapodás érinti a büntetlenség elleni harcot is és támogatja a Nemzetközi Büntetőbíróság részvételét a büntető igazságszolgáltatásban.

## Legfontosabb alapelvei
A cotonoui megállapodás az 1975 óta az ACP-EU fejlesztési együttműködés alapjául szolgáló loméi egyezmény helyébe lépett. A cotonoui megállapodás alkalmazhatósága azonban sokkal szélesebb területre terjed ki, mint bármely korábbi egyezményé. Az aláírók szándéka szerint 20 évig lesz hatályban, és négy fő pilléren nyugszik:
- A partnerek, valamint a fejlesztési stratégiák tulajdonjogának egyenlősége. A gyakorlatban ez azt jelenti, hogy csak az ACP-országokon múlik, hogy társadalmuk és gazdaságuk miként fejlődik.
- Részvétel. A megállapodás szellemében a kormányok, mint központi szereplők mellett, a partnerség nyitva áll más szereplők, például a civil társadalom, a magánszektor és a helyi kormányzatok számára is.
- Párbeszéd és kölcsönös kötelezettségek. A cotonoui megállapodás nem csupán pénzforrás. Az aláírók kölcsönös kötelezettségeket vállaltak (például az emberi jogok tiszteletben tartására), melyeket folytonos párbeszéd és kiértékelés útján ellenőriznek.
- Megkülönböztetés és regionalizáció. Az együttműködési megállapodások az egyes partnerek fejlettségi szintjétől, igényeitől, teljesítőképességétől és hosszú távú fejlesztési stratégiájától függően változhatnak. Különleges elbánásban részesülnek azok az országok, melyeket kevésbé fejlettnek vagy sebezhetőnek tartanak (szárazfölddel körülzárt országok, kis szigetországok).

## Politikai dimenziók
A cotonoui megállapodás erősebb politikai alapot kíván nyújtani az ACP-EU fejlesztési együttműködésnek. Ezért a politikai párbeszéd az egyezség egyik kulcsfontosságú kérdése, mely olyan, korábban a fejlesztési együttműködés keretein kívül eső ügyeket is napirendre tűz, mint a béke, a biztonság, a fegyverkereskedelem és a bevándorlás.
A „jó kormányzás” alkotóelem a cotonoui megállapodás lényeges részét képezi, melynek megszegése az adott ország és az EU közötti fejlesztési együttműködés részleges vagy teljes felfüggesztéséhez vezethet. Az aláírók egyetértettek abban, hogy a korrupció különösen súlyos formái, melybe a zsarolás is beletartozik, elindíthatják a konzultációs folyamatot valamint a támogatás felfüggesztéséhez vezethetnek.

## Új szereplők
A cotonoui megállapodás további új jellegzetessége a nem állami szereplők és a helyi kormányzatok részvétele a fejlesztési együttműködésben. Ezeknek az új szereplőknek a központi kormányok mellett kiegészítő szerepük van, korábban hagyományosan az EU és az ACP országok közti együttműködés kulcsszereplői voltak.
Bár az ACP-országok kormányainak továbbra is meghatározó szerepe van saját fejlesztési stratégiájuk meghatározásában, a nem állami szereplőket és a helyi kormányzatokat bevonják a stratégia kialakításába. Emellett ezek az új szereplők hozzáférhetnek a pénzügyi forrásokhoz és bevonják őket a végrehajtásba is. Kapacitásuk kiépítésére is kaphatnak támogatást. A CTA-nak (az ACP-EU mezőgazdasági és vidéki együttműködési központja) a cotonoui megállapodáson belüli küldetése „az ACP-országok mezőgazdasági és vidéki fejlesztési szervezeteinek szervezeti kapacitásának valamint információs és kommunikációs vezetési kapacitásáinak megerősítése”.
A cotonoui megállapodás különös figyelmet fordít a magánszektorra, mint a fenntartható gazdasági fejlődés eszközére. A Megállapodás új, átfogó programot alkotott az ACP-országok magánszektorának támogatására, többek között az Európai Fejlesztési Bankon (EIB) keresztüli támogatások segítségével.

## Kereskedelmi együttműködés
A cotonoui megállapodás által bevezetett, valószínűleg legradikálisabb változás a kereskedelmi együttműködéssel kapcsolatos. Az első Loméi Egyezmény 1975-ös megszületése óta az EU nem viszonossági alapon adott kereskedelmi kedvezményeket az ACP-országokbeli partnereinek. A cotonoui megállapodás alapján ezt 2008-tól egy új rendszer váltja fel: a gazdasági társulási megállapodások (EPA) rendszere. Ezek az új megállapodások viszonossági alapon működnek, mely alapján nemcsak az EU biztosít vámmentes hozzáférést a saját piacához az ACP-exportőrök számára, hanem az ACP-országok is vámmentesen engedik be az európai árukat saját piacukra.
A cotonoui megállapodás megkülönböztetésre vonatkozó pillére elvének megfelelően azonban nem minden ACP-országnak kell megnyitnia piacát az EU termékei előtt 2008 után.
A legfejletlenebb országok az együttműködést a Loméi Egyezmény szellemében vagy a „bármit, csak fegyvert ne” elven folytathatják. Azok a fejletlennek nem tekintett országok viszont, amelyek nem képesek gazdasági társulási megállapodást kötni, beléphetnek az EU általános preferencia rendszerébe (GSP).

## Tervezés
A cotonoui megállapodás bevezeti a teljesítmény-alapú társas viszonyt és felhagy a korábbi „segélyre jogosultság” elvével.
Az új megállapodás alapján az Európai Unió sokkal szelektívebb és rugalmasabb lehet fejlesztési forrásainak elhelyezésében és azoknak felhasználásában. A támogatások az egyes országok igényeinek és teljesítményének felmérésén alapulnak, és megmarad a pénzügyi források utólagos, rendszeres hozzáigazítása. A gyakorlatban ez azt jelenti, hogy több pénz jut a jól teljesítőknek, és a rosszul teljesítők részesedése csökken.
Az ACP-országok a támogatásokat ötéves ciklusokban kapják a megállapodás pénzügyi jegyzőkönyve szerint. A kilencedik Európai Fejlesztési Alap (EDF) (2002-2007) keretében az ACP-régió 13,5 milliárd euró támogatást kapott.

## Harc a büntetlenség ellen
Felismerve azt a tényt, hogy a büntetlenség egyike azoknak a tényezőknek, melyek nagymértékben hozzájárulnak az erőszakhoz és a létbiztonság hiányához, az átdolgozott cotonoui megállapodás preambuluma és 11.6 cikkelye alapján az ACP-országok és az Európai Unió világosan elkötelezi magát a büntetlenség elleni harcban és támogatja a Nemzetközi Büntetőbíróság részvételét a büntető igazságszolgáltatásban.
Mivel a Nemzetközi Büntetőbíróság a kiegészítő jelleg elvén dolgozik, a 2005-ben átdolgozott megállapodás szerint a legsúlyosabb bűntetteket nemzeti szinten, valamint globális együttműködéssel kell tárgyalni. Emellett a megállapodás 11.6 cikkelye világosan előírja az államok számára:
„(a) a Nemzetközi Büntetőbíróság Római Statútumának megerősítését és végrehajtását lehetővé tevő szükséges jogi kiigazítások elfogadásával kapcsolatos tapasztalataikat megosztják, és
(b) – kellő figyelemmel a Római Statútumra, a nemzetközi joggal összhangban küzdenek a nemzetközi bűnözés ellen. A Felek törekednek arra, hogy megtegyék a Római Statútum és a kapcsolódó okmányok megerősítését és végrehajtását célzó lépéseket.”

## Bírálatok
A cotonoui megállapodás bírálói azzal érvelnek, hogy miközben a megállapodás egyik fő pillére a szegénység csökkentése volt, az Afrikának a kilencedik Európai Fejlesztési Alap által juttatott támogatás korlátozott hatással volt a szegények többségére.